# Ali Baghbanbashi
Ali Baghbanbashi (en persan : علی باغبان‌‌باشی), né le 6 septembre 1924 à Torghabeh et mort le 28 octobre 2021, est un athlète iranien, spécialiste du fond.
Il remporte le titre sur 5 000 m lors de la première édition des Jeux asiatiques de 1951.